# Mariusz Gosek
Mariusz Marek Gosek (ur. 20 sierpnia 1982 w Kielcach) – polski polityk i samorządowiec, członek zarządu województwa świętokrzyskiego VI kadencji (2018–2020), poseł na Sejm IX i X kadencji (od 2020).

## Życiorys
Z wykształcenia pedagog resocjalizacji, w 2005 ukończył studia magisterskie z pedagogiki na Wydziale Pedagogicznym i Nauk o Zdrowiu Akademii Świętokrzyskiej. Do 2006 był współpracownikiem posła Przemysława Gosiewskiego. Potem do 2007 pozostawał inspektorem w gabinecie wojewody świętokrzyskiego Grzegorza Banasia. Od 2007 do 2009 pracował w Kieleckich Kopalniach Surowców Mineralnych. W latach 2009–2014 był asystentem europosła Jacka Włosowicza, później od 2015 do 2018 kierował jego biurem poselsko-senatorskim (prowadzonym wspólnie ze Zbigniewem Ziobrą).
W międzyczasie zaangażował się w działalność polityczną w ramach Solidarnej Polski, od 2015 do grudnia 2019 pozostawał jej sekretarzem generalnym, a w marcu 2017 zasiadł w zarządzie głównym. Z listy PiS w 2018 wybrano go na radnego sejmiku świętokrzyskiego. 22 listopada tego samego roku został także członkiem zarządu województwa, odpowiedzialnym m.in. za transport, komunikację, edukację, sport i turystykę. W wyborach w 2019 kandydował do Sejmu w okręgu kieleckim (otrzymał 4621 głosów). Na początku 2020 uzyskał możliwość objęcia mandatu posła IX kadencji w miejsce wybranego do Parlamentu Europejskiego Dominika Tarczyńskiego (który objął przypadający Polsce dodatkowy mandat w PE), na co wyraził zgodę. Złożył ślubowanie 12 lutego 2020. W Sejmie został m.in. członkiem Komisji Administracji i Spraw Wewnętrznych, Komisji do Spraw Kontroli Państwowej oraz Komisji Sprawiedliwości i Praw Człowieka. W kwietniu 2022 ponownie objął funkcję sekretarza generalnego Solidarnej Polski; w kwietniu 2023 zastąpił go Piotr Cieplucha. W maju 2023 jego partia została przemianowana na Suwerenną Polskę.
W wyborach w 2023 utrzymał mandat poselski na kolejną kadencję, otrzymując 5309 głosów. W styczniu 2024 powołany w skład sejmowej komisji śledczej ds. wykorzystania oprogramowania Pegasus. Jesienią tego samego roku wraz z Suwerenną Polską przystąpił do Prawa i Sprawiedliwości.

## Wyniki w wyborach ogólnopolskich
| Wybory | Komitet wyborczy | Komitet wyborczy       | Organ            | Okręg | Wynik        |
| ------ | ---------------- | ---------------------- | ---------------- | ----- | ------------ |
| 2019   |                  | Prawo i Sprawiedliwość | Sejm IX kadencji | nr 33 | 4621 (0,81%) |
| 2023   | Sejm X kadencji  | Prawo i Sprawiedliwość | 5309 (0,81%)     | nr 33 |              |